# Schülerpalast Mangyongdae

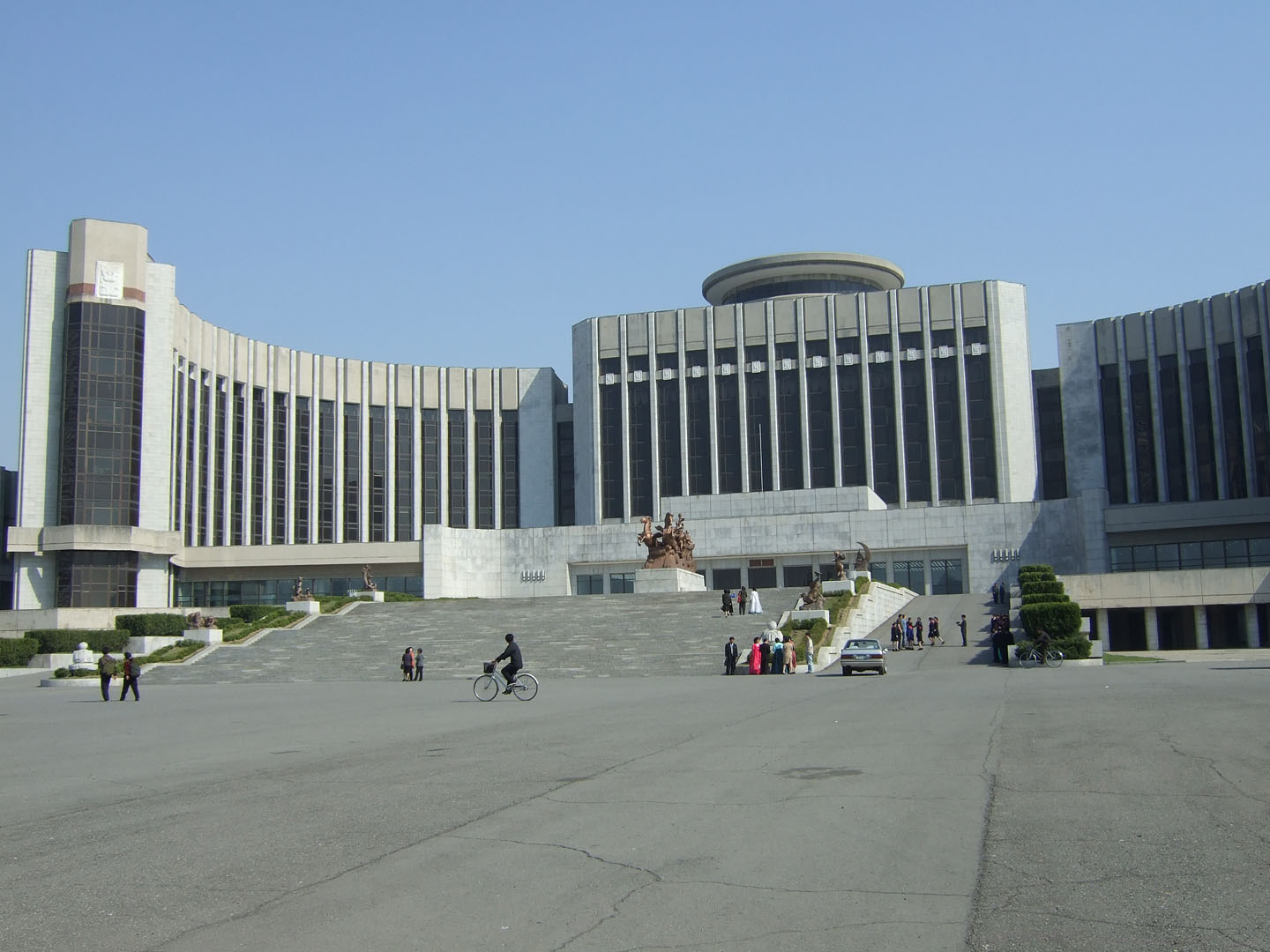
Schülerpalast Mangyongdae

Der Schülerpalast Mangyongdae ist eine öffentliche Erziehungs- und Bildungseinrichtung in der nordkoreanischen Hauptstadt Pjöngjang. Sie dient der nachmittäglichen Beschäftigung von Kindern mit Aktivitäten außerhalb des schulischen Lehrplans. Dazu gehören unter anderem das Erlernen von Musikinstrumenten und Fremdsprachen, das Aneignen von Computerkenntnissen und das Treiben von Sport. 

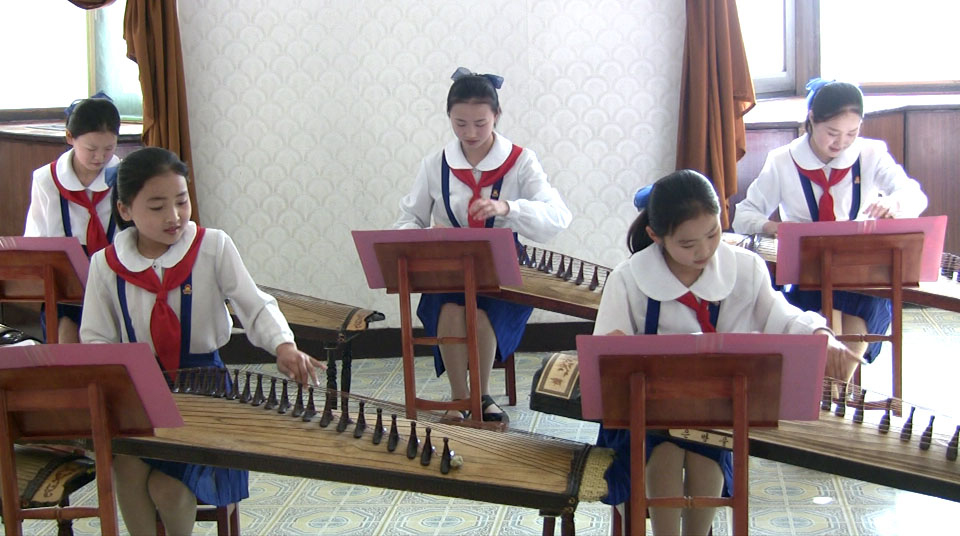
Musikunterricht

Die Einrichtung wurde am 2. Mai 1989 in Betrieb genommen. Sie befindet sich in der Kwangbok-Straße, im Norden des Bezirks Mangyŏngdae-guyŏk direkt an der Auffahrt zur Straße der Heroischen Jugend. Es handelt sich dabei um die größte der zahlreichen Einrichtungen in Pjöngjang für außerschulische Betätigung mit 5400 Kinderplätzen. Zweck der Einrichtung sei es, den Kindern eine Möglichkeit zu bieten „nach Herzenslust ihre Begabungen entfalten“. Die Kosten für den Bau beliefen sich auf hundert Millionen US-Dollar.
Auf der Vorderseite des 5-Won-Scheines von 1992 befand sich ein Motiv des Schülerpalastes.

## Architektur
Der aus 50.000 Quadratmetern Naturstein und 20.000 Quadratmetern Glasfläche bestehende Bau ist Teil eines Gebäudeensembles, das 1989 für die Weltfestspiele der Jugend und Studenten errichtet wurde. Mit den halbkreisförmigen Gebäudeflügeln, die einen Vorplatz umschließen, bildet der Palast einen Grundriss, der die offenen Arme einer Mutter darstellen soll. Er befindet sich auf einem 30 Hektar großen Areal, besitzt sechs Etagen, 650 Räumlichkeiten und eine Geschossfläche von etwas über 100.000 Quadratmetern. Zur Ausstattung gehören unter anderem ein Theatersaal und eine Schwimmhalle sowie mehrere Turnhallen und Musiksäle.
Das Atrium erstreckt sich über drei Geschosse und besitzt 19,50 Meter hohe Marmorsäulen.
Vor dem Gebäude befindet sich eine Skulptur mit der Bezeichnung „Wagen der Freude“. Sie stellt einen Streitwagen mit elf Kindern dar, der von zwei geflügelten Pferden gezogen wird. Die Anzahl der Kinder-Figuren versinnbildlichte der Anzahl der Schuljahre, die jedoch auf der 6. Sitzung der Obersten Volksversammlung auf zwölf Jahre angehoben wurde.